# Noma Noha Akugue
Noma Noha Akugue (Reinbek, 2 dicembre 2003) è una tennista tedesca.
Il 31 luglio 2023 ha raggiunto la posizione migliore in singolare al numero 142 e nel doppio al numero 301.

## Biografia
Nata a Reinbek nei pressi di Amburgo, Noma ha ascendenze nigeriane. Il suo nickname è Noms. Si allena alla German Tennis Federation (DTB) con sede a Stoccarda. Ha fatto parte della Porsche Junior Team della federazione tennis tedesca. Ha due fratelli più giovani, Gideon e Joseph. Le piace ballare ed ascoltare la musica. Suo padre l'ha iscritta in una scuola di tennis quando era molto piccola; la sua superficie preferita è il cemento e il suo colpo preferito è il diritto. Uno dei suoi idoli è Naomi Ōsaka. Ha raggiunto uno dei suoi obiettivi principali quando è riuscita a diventare la German National Champion nel 2020.

## Carriera
In carriera ha vinto 2 titoli in singolare e 3 titoli in doppio nel circuito ITF.
Noma Noha Akugue ha fatto il suo debutto nelle professioniste nel 2018, fallendo le qualificazioni del torneo ITF da $25,000 ad Essen. Nel 2020, ha raggiunto la sua prima finale nel $15,000 di Alkmaar, partendo dalle qualificazioni, ma si è arresa all'olandese Cindy Burger.
Ha fatto il suo debutto in un torneo WTA grazie ad una wild card al Porsche Tennis Grand Prix 2021 - Qualificazioni singolare, dove ha sconfitto a sorpresa al primo turno la prima testa di serie Margarita Gasparjan in due set, dovendo però poi arrendersi al turno finale dalla connazionale Nastasja Schunk. Ha preso parte sempre grazie ad una wild card anche al Bett1 Open 2021 - Qualificazioni singolare, dove è stata sconfitta all'esordio dalla futura vincitrice del torneo Ljudmila Samsonova.
Nel 2022 ha raggiunto 7 finali in singolare a livello ITF, vincendone una, riuscendo così ad entrare per la prima volta tra le prime 250 giocatrici al mondo. Durante la stessa stagione ha colto anche le prime due finali ITF in doppio, conquistando un titolo.
Nel 2023, la tedesca riesce a raggiungere, da wild-card, la sua prima finale WTA nel torneo casalingo di Amburgo: nel corso del torneo, ha battuto Laura Pigossi, Storm Hunter, Martina Trevisan e Diana Šnaider. Nell'ultimo atto, Noma viene sconfitta da Arantxa Rus, con lo score di 0-6 6(3)-7. A fine 2023 decide di prendere Christopher Kas in uscita dalla collaborazione con Niemaier, come nuovo allenatore.

## Statistiche WTA

### Singolare

#### Sconfitte (1)
| Legenda              |
| -------------------- |
| Grande Slam (0)      |
| Argenti Olimpici (0) |
| WTA Finals (0)       |
| WTA Elite Trophy (0) |
| Dal 2021             |
| WTA 1000 (0)         |
| WTA 500 (0)          |
| WTA 250 (1)          |

| N. | Data           | Torneo                         | Superficie  | Avversaria in finale | Punteggio   |
| 1. | 29 luglio 2023 | Hamburg European Open, Amburgo | Terra rossa | Arantxa Rus          | 0-6, 6(3)-7 |

## Statistiche ITF

### Singolare

#### Vittorie (2)
| Torneo $100.000 (0) |
| Torneo $80.000 (0)  |
| Torneo $60.000 (1)  |
| Torneo $40.000 (0)  |
| Torneo $25.000 (0)  |
| Torneo $15.000 (1)  |

| N. | Data           | Torneo                               | Superficie  | Avversaria in finale | Punteggio     |
| 1. | 15 maggio 2022 | Cairo Egypt Women's Future, Il Cairo | Terra rossa | Yang Ya-yi           | 6–1, 6–1      |
| 2. | 25 agosto 2024 | Z-Group Cup, Přerov                  | Terra rossa | Krystina Dzmitruk    | 6-2, 3-6, 6-1 |

#### Sconfitte (8)
| Torneo $100.000 (0) |
| Torneo $80.000 (0)  |
| Torneo $60.000 (3)  |
| Torneo $40.000 (0)  |
| Torneo $25.000 (3)  |
| Torneo $15.000 (2)  |

| N. | Data             | Torneo                                 | Superficie  | Avversaria in finale | Punteggio        |
| 1. | 30 agosto 2020   | ITF World Tennis Tour Alkmaar, Alkmaar | Terra rossa | Cindy Burger         | 1–6, 4–6         |
| 2. | 22 maggio 2022   | Cairo Egypt Women's Future, Il Cairo   | Terra rossa | Barbora Matúšová     | 2–6, 5–7         |
| 3. | 7 agosto 2022    | Hechingen Ladies Open, Hechingen       | Terra rossa | Lea Bošković         | 5–7, 6–3, 4–6    |
| 4. | 28 agosto 2022   | BTHC Womens Open, Braunschweig         | Terra rossa | Brenda Fruhvirtová   | 3–6, 1–6         |
| 5. | 4 settembre 2022 | Kuchyně Gorenje Prague Open, Praga     | Terra rossa | Réka Luca Jani       | 3–6, 6(4)–7      |
| 6. | 2 ottobre 2022   | ForteVillage ITF Trophy, Pula          | Terra rossa | Ylena In-Albon       | 3–6, 2–6         |
| 7. | 12 novembre 2022 | Kiriat Motzkin Open, Kiryat Motzkin    | Cemento     | Hanna Kubarava       | 6(5)–7, 7–5, 5–7 |
| 8. | 25 febbraio 2024 | Federaçáo Portuguesa de Ténis, Porto   | Cemento (i) | Anna Bondár          | 6(4)-7, 2-6      |

### Doppio

#### Vittorie (3)
| Torneo $100.000 (0) |
| Torneo $80.000 (0)  |
| Torneo $60.000 (2)  |
| Torneo $40.000 (0)  |
| Torneo $25.000 (1)  |
| Torneo $15.000 (0)  |

| N. | Data              | Torneo                                  | Superficie  | Compagna       | Avversarie in finale          | Punteggio   |
| 1. | 13 agosto 2022    | Leipzig Open, Lipsia                    | Terra rossa | Ella Seidel    | Tea Lukic Joëlle Steur        | 6–0, 7–5    |
| 2. | 15 luglio 2023    | Amstelveen Women's Open, Amstelveen     | Terra rossa | Marie Weckerle | Ayla Aksu Ena Kajević         | 7-5, 6-3    |
| 3. | 28 settembre 2024 | Serbian Tennis Tour, Kuršumlijska Banja | Terra rossa | Amina Anšba    | Cristina Dinu Lia Karatančeva | 6-2, 7-6(2) |

#### Sconfitte (4)
| Torneo $100.000 (0) |
| Torneo $80.000 (0)  |
| Torneo $60.000 (3)  |
| Torneo $40.000 (0)  |
| Torneo $25.000 (0)  |
| Torneo $15.000 (1)  |

| N. | Data            | Torneo                               | Superficie  | Compagna          | Avversarie in finale             | Punteggio        |
| 1. | 14 maggio 2022  | Cairo Egypt Women's Future, Il Cairo | Terra rossa | Ani Vangelova     | Yasmin Ezzat Noa Liauw a Fong    | 6–3, 3–6, [9–11] |
| 2. | 11 maggio 2024  | Advantage Cars Prague Open, Praga    | Terra rossa | Ella Seidel       | Jaimee Fourlis Dominika Šalková  | 7-5, 5-7, [4-10] |
| 3. | 24 agosto 2024  | Z-Group Cup, Přerov                  | Terra rossa | Sapfo Sakellaridi | Elena Pridankina Julie Štruplová | 3-6, 4-6         |
| 4. | 25 gennaio 2025 | Porto Women's Indoor, Porto          | Cemento (i) | Tereza Valentová  | Eudice Chong Nika Radišić        | 6(5)-7, 1-6      |